# آب‌نبات عصایی
آب‌نبات عصایی (به انگلیسی: Candy cane) نوعی آب‌نبات چوبی به شکل عصا است که اغلب با کریسمس و همچنین جشن نیکلاس قدیس مرتبط است. این نی‌ها به طور سنتی سفید با نوارهای قرمز و طعم نعناع هستند، اما این نی‌ها در طعم‌ها و رنگ‌های متنوع دیگری نیز موجود هستند.

## استفاده در روز نیکلاس قدیس
در جشن‌های روز نیکلاس قدیس، به کودکان آب‌نبات عصایی داده می‌شود، زیرا گفته می‌شود که این آب‌نبات‌ها نمایانگر عصای شبانی نیکلاس قدیس نیز هستند؛ صلیب‌ها به شبان نیکو اشاره دارند، نامی که گاهی اوقات برای اشاره به عیسی ناصری استفاده می‌شود.